# Paul Émile Lecoq de Boisbaudran
Paul Émile Lecoq de Boisbaudran (Cognac, 1838. április 18. – Párizs, 1912. május 28.)  francia kémikus.

## Életpálya
Párizsban az École Polytechnique kutatójaként. 1875-ben felfedezett egy új elemet, amelyet hazája tiszteletére galliumnak nevezett el. A gallium felfedezése a tudomány nagy diadala volt. Az egyes elemcsaládok fényvonalait vizsgálva fedezte fel az elemet. Alkalmazta az ismert összefüggéseket a földfémekre, és így megállapította, hogy az alumínium és az indium között még egy elemnek kell lennie. A szfalerit spektrumában két viola színképvonalat talált, amiket az új elemnek tulajdonított. Ez volt az első kémiai elem, amely bebizonyította a Mengyelejev-féle periódusos rendszer helyes voltát. 1879-ben ő izolált először szamáriumvegyületet szamarszkitból ((Y,Ce,U,Fe)3(Nb,Ta,Ti)5O16) kiindulva. Szennyezett oxidot kapott, amiben az új elem jelenlétét Galissard de Marignachoz hasonlóan spektroszkópiailag azonosította, annak két kék, erőteljes abszorpciós vonala alapján.
1886-ban a diszpróziumot fedezte fel.

## Kutatási területei
Az ásványok vizsgálatával foglalkozott. Kutatási módszere a spektrálanlízis volt.

## Szakmai sikerek
Nevéhez kapcsolódik a gallium, a szamárium és a diszprózium felfedezése.